# کاکتوس گل‌سرخ
کاکتوس گل‌سرخ (نام علمی: Pereskia grandifolia) نام یک گونه از سرده کاکتوس‌های گل‌سرخی است.
سرده کاکتوس های گل سرخی،درخت مانند بوده و برگ‌های پهنی دارند. گل‌ها در آنها دارای دمگل کوتاه بوده و گل‌ها به صورت دسته‌ای شبیه گل نسترن هستند. 